# San Juan Bautista-vár
A San Juan Bautista-vár (spanyolul: Castillo de San Juan Bautista, jelentése ’Keresztelő János vára’; másik elnevezésén Castillo Negro, jelentése ’Fekete vár’) a Spanyolországhoz tartozó Kanári-szigetek Santa Cruz de Tenerife városában található vár. Védelmi szempontból az épület a település második legfontosabb erődítményének számított.
Az építmény Santa Cruz de Tenerife központjában, az Auditorio de Tenerife művészeti központ mögött, a Parque Marítimo César Manrique szórakoztató központ mellett helyezkedik el. 1641-ben építették fel. A Tenerifén található más várakhoz hasonlóan a San Juan Bautista-vár a szigetnek a kalóztámadásokkal szembeni megvédésének céljából emelték.